# Fodboldhovedtøj
Fodboldhovedtøj bæres af fodboldspillere for at beskytte mod hovedskader. Hovedtøjet er designet til at absorbere stød og skal forhindre risikoen for hjernerystelser. En kendt fodboldspiller, der bærer hovedtøj er Arsenal F.C.-målmand Petr Čech. Kollissioner kan ske hoved-til-hoved, hoved-til-jorden, hoved-til-målstolpen og hoved-til-ekstremitet. Det er en fleksibel, ikke-rigid hjelm.
| Fodbold | Spire Denne artikel om fodbold er en spire som bør udbygges. Du er velkommen til at hjælpe Wikipedia ved at udvide den. |